# Greg Theberge
Greg Ray Theberge (Peterborough, 3 settembre 1959) è un ex hockeista su ghiaccio canadese.
Suo nonno era Dit Clapper, capitano dei Boston Bruins e membro della Hockey Hall of Fame.

## Carriera
Greg Theberge si formò giocando nella lega giovanile della Ontario Hockey League con la maglia dei Peterborough Petes. Al termine della stagione 1978-1979, conclusa con numerosi successi quali la Memorial Cup, il premio di miglior difensore della lega e l'inclusione nel First All-Star Team, fu selezionato in occasione del Draft al sesto giro dai Washington Capitals.
Nella sua prima stagione da professionista Theberge giocò solo 12 partite a Washington contribuendo con un assist, trascorrendo quasi tutta la stagione con il farm team della American Hockey League degli Hershey Bears. Alla fine dell'anno mise a segno 69 punti in 88 apparizioni, conquistando il trofeo della Calder Cup. Theberge rimase nell'organizzazione dei Capitals fino al 1984, raccogliendo in totale 79 punti in 157 gare con Washington e 145 punti in 209 gare con Hershey, stabilendo anche il record di squadra di punti per un difensore con 65 nella stagione 1980-81.
Nel 1984 si trasferì in Europa per andare a giocare nella Lega Nazionale B svizzera con l'EHC Olten. Quello stesso anno Theberge fu prestato all'HC Davos per giocare la Coppa Spengler e fu incluso nell'All-Star Team del torneo. Nelle due stagioni successive, prima del ritiro definitivo nel 1987, indossò anche le maglie dell'EV Zug e dell'Augsburger EV.

## Palmarès

### Club
- Calder Cup: 1

Hershey: 1979-1980
- Memorial Cup: 1

Peterborough: 1979

### Individuale
- AHL Second All-Star Team: 1

1980-1981
- OHL First All-Star Team: 1

1978-1979
- OHL Most Outstanding Defenseman Max Kaminsky Trophy: 1

1978-1979
- Coppa Spengler All-Star Team: 1

1984